# Văn Đình Dận
Văn Đình Dận (? - ?) tước Điều Quận công, là một danh tướng thời Lê Trung Hưng.

## Thân thế và sự nghiệp
Văn Đình Dận, người làng Lạc Phố, huyện Hương Sơn, phủ Đức Quang, trấn Nghệ An (nay là xã Sơn Châu, huyện Hương Sơn, tỉnh Hà Tĩnh.
Ông là con trai Cổn quận công Văn Đình Nhậm.
Năm Bảo Thái thứ 5 (1724), ông thi đỗ Tạo sĩ xuất thân (tức Tiến sĩ võ) trường thi bác cử ở sở Thịnh Quang cùng với Hoàng Nghĩa Bá và 9 người khác.
Năm Bảo Thái thứ 3 (1722) đời vua Lê Dụ Tông, ông làm lưu thủ trấn Tuyên Quang, đã tiến đánh, dẹp yên được nhóm đạo Thoan, đạo Thiều ở sách Đông Quang.
Sách "Khâm định Việt sử Thông giám cương mục" ghi:
Mùa xuân năm trước, bọn đạo Thoan và đạo Thiều ở sách Đông Quang nổi loạn, cướp bóc nhũng nhiễu, châu huyện không thể kháng cự được, giặc bèn đánh, phá xã Đại Đồng. Đến nay, lưu thủ là Văn Đình Dận tiến đánh, phá tan được, đồ đảng của giặc tan vỡ, đất nơi biên giới hết thảy đều được bình định...
Năm 1740, năm Cảnh Hưng thứ nhất, chúa Trịnh Doanh đem đại quân đi đánh Nguyễn Cừ, Nguyễn Tuyển. 
Lợi dụng sơ hở lúc này kinh thành không có lính bảo vệ, Trần Thiểm đưa quân áp sát sông Nhị Hà tiến đánh Thăng Long. Văn Đình Dận lúc này là trấn thủ trấn Sơn Tây, đem quân bộ về giải cứu kinh thành. Nhờ lập đại công, ông được phong tước Điều quận công.
Con Văn Đình Dận là Văn Đình Ức tước Quảng quận công. Cháu là Văn Đình Cung, đỗ Tạo sĩ, giữ chức Binh phù và là con rể chúa Trịnh Sâm. Ngoài ra còn có Văn Đình Lượng, Văn Đình Toại đều đỗ tạo sĩ võ và cầm quân.
Đương thời, người đời xưng tụng dòng tộc ông Dận là Hương sơn thế tướng (nhà nối đời làm tướng ở Hương Sơn).
Khi ông mất, được truy tặng là Đại vương, được phong phúc thần.